# Lillåtjärnen, Norrbotten
Lillåtjärnen är en sjö i Bodens kommun i Norrbotten och ingår i Vitåns huvudavrinningsområde.